# Eunidia clarkeana
Eunidia clarkeana là một loài bọ cánh cứng trong họ Cerambycidae.